# Pachyneuron emersoni
Pachyneuron emersoni är en stekelart som beskrevs av Girault 1916. Pachyneuron emersoni ingår i släktet Pachyneuron och familjen puppglanssteklar. Inga underarter finns listade i Catalogue of Life.